# Andrew Adamson
Andrew Adamson (* 1. prosince 1966 Auckland) je novozélandský režisér. Proslavil se zejména natočením animované komedie Shrek. Jeho dalším režijním počinem byla nová filmová verze známého díla irského spisovatele C. S. Lewise Letopisy Narnie – Lev, čarodějnice a skříň, Princ Kaspian a Plavba jitřního poutníka. Roku 2012 natočil film Pan Pip s Hughem Lauriem v hlavní roli.